# Moranopteris longisetosa
Moranopteris longisetosa är en stensöteväxtart som först beskrevs av William Jackson Hooker, och fick sitt nu gällande namn av R.Y.Hirai och J.Prado. Moranopteris longisetosa ingår i släktet Moranopteris och familjen Polypodiaceae. Inga underarter finns listade.